# Cane da pastore faroense

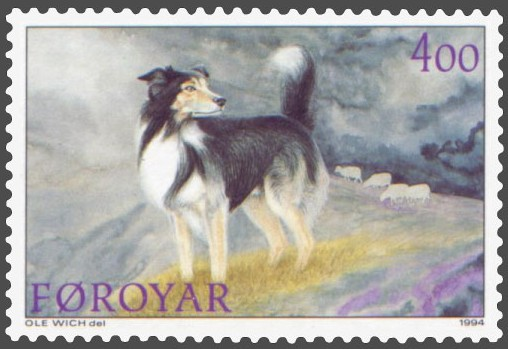
Francobollo con soggetto il cane da pastore faroense

Il cane da pastore faroense (o Faroese sheepdog) è una razza di cane delle Isole Fær Øer, viene descritta come una razza autoctona piuttosto che come una razza moderna.
Potrebbe essere imparentato con il pastore islandese. Il cane da pastore faroense somiglia fisicamente molto al Border Collie, anche se opera in modo molto diverso, infatti il cane da pastore faroense è un cane pastore capace di afferrare una pecora per una zampa anteriore o per la spalla e trattenerla.
Gli antenati della razza erano cani norvegesi incrociati con cani locali indigeni, che probabilmente furono originariamente importati da monaci irlandesi e scozzesi. Inoltre, i cani di tipo Collie, in particolare i Border Collie, hanno avuto una grande influenza sullo sviluppo della razza.